# فسيفولود زانكو
فسيفولود زانكو (بالروسية: Занько, Всеволод Владимирович)‏ (مواليد 30 يوليو 1995) هو سبّاح روسي، مثّل بلاده في الألعاب الأولمبية الصيفية 2016.

## روابط خارجية
فسيفولود زانكو على موقع الاتحاد الدولي للسباحة (الإنجليزية)
- فسيفولود زانكو على موقع أوليمبيديا (الإنجليزية)